# Jean Elleinstein
Jean Elleinstein, född 6 augusti 1927 i Paris, död 6 januari 2002 i Pernay i Indre-et-Loire, var en fransk marxistisk historiker och professor, specialiserad på kommunismen.